# Le Mont-Dore
Le Mont-Dore is een gemeente in Nieuw-Caledonië en telt 27.155 inwoners (2014). De oppervlakte bedraagt 643 km², de bevolkingsdichtheid is 42,2 inwoners per km².